# Jane Boleyn
Jane Boleyn, Viscountess Rochford, geborene Parker (auch bekannt als Jane Rochford oder Lady Rochford) (* um 1505; † 13. Februar 1542 in London), war eine englische Adelige am Hof König Heinrichs VIII., wo sie im Laufe der Jahre fünf seiner Ehefrauen diente, beginnend mit Königin Katharina von Aragón. Sie heiratete George Boleyn, Viscount Rochford, den Bruder von Heinrichs zweiter Ehefrau Anne Boleyn, und wurde als Schwägerin der Königin deren Hofdame und Vertraute.
Historische Bedeutung erlangte sie durch ihre Verstrickung in die Prozesse, die zum Tod von George und Anne Boleyn führten. Bis heute ist ungeklärt, ob ihre Aussagen maßgeblich zur Verurteilung der beiden beitrugen. Nach der Hinrichtung der Geschwister diente Jane nacheinander den Königinnen Jane Seymour, Anna von Kleve und Catherine Howard. Da sie Catherine Howard in deren Beziehung mit dem Höfling Thomas Culpeper als Botin diente, wurde sie unter Arrest gestellt, als die Affäre ans Licht kam, und gemeinsam mit ihrer Herrin 1542 enthauptet.

## Leben

### Herkunft und Familie

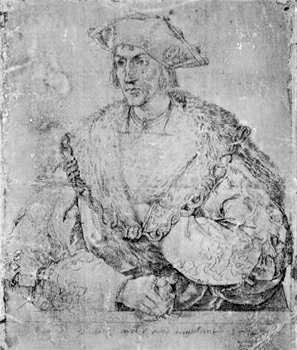
Janes Vater Henry Parker, 10. Baron Morley, von Albrecht Dürer

Jane wurde um 1505 geboren und möglicherweise nach ihrer gleichnamigen Tante Jane Parker benannt. Ihre Eltern waren Henry Parker, 10. Baron Morley, und Alice St. John, Tochter von Sir John St. John of Bletsoe. Lord Morley war ein Gelehrter und Übersetzer von Petrarch und Plutarch. Sein Vater, Sir William Parker, hatte seinerzeit König Richard III. unterstützt, weshalb dessen Nachfolger, König Heinrich VII., der Familie nicht völlig vertraute. Henry Parkers Mutter heiratete in zweiter Ehe Sir Edward Howard, Bruder von Thomas Howard, 3. Duke of Norfolk und Elizabeth Boleyn. Wie die Parkers besaßen die Boleyns Güter in Essex und Norfolk, weshalb es wahrscheinlich ist, dass die Familien bereits früh Kontakte knüpften.
Henry Parker selbst wuchs nach dem Tod seines Vaters im Haushalt der Königsmutter Margaret Beaufort auf, die seine Ehe mit Alice St. John arrangierte. Unter König Heinrich VIII. diente er bei Hofe als Gentleman Usher, eine Position, bei der er vertrauliche Geschäfte für den König erledigte und in Zeremonien vor ihm ging. Jane verbrachte ihre Kindheit wahrscheinlich auf den Gütern ihres Vaters in Great Hallingbury, Essex. Die Ehe ihrer Eltern brachte vier weitere namentlich bekannte Kinder hervor: Henry, Margaret, Elizabeth und Francis. Janes Schwester Margaret heiratete später in die Familie Shelton ein, mit der auch die Boleyns verwandt waren.

### Jugend und Heirat
Wann genau Jane an den Hof kam, lässt sich nicht mehr mit Bestimmtheit feststellen. Im Jahr 1520 taucht der Name „Mistress Parker“ auf der Liste der Hofdamen auf, die Königin Katharina von Aragón zum Treffen des Camp du Drap d’Or begleiteten, weshalb vermutet wird, dass es sich um Jane handelte. Eindeutig wird Jane zum ersten Mal 1522 in einer historischen Aufzeichnung erwähnt, als sie zusammen mit Heinrichs Schwester Mary Tudor, der Gertrude Courtenay, Countess of Devon, und den Schwestern Anne und Mary Boleyn am Maskenspiel Angriff auf Château Vert in der Londoner Residenz von Kardinal Wolsey teilnahm. Jane stellte die Tugend Standhaftigkeit dar.

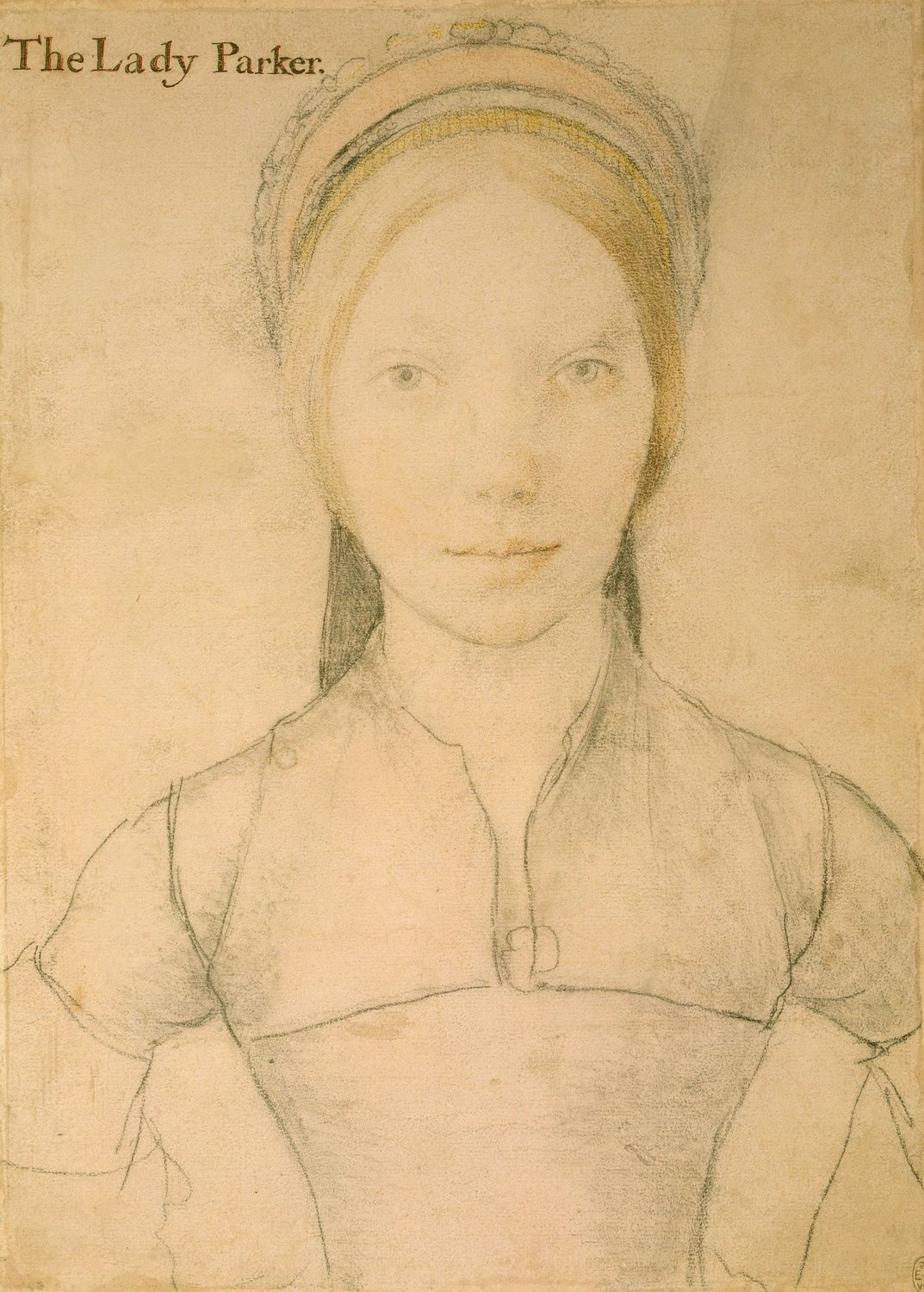
The Lady Parker. Skizze von Hans Holbein, mitunter für Jane Parker gehalten.

Von Jane ist weder ein Porträt noch eine zeitgenössische Beschreibung überliefert, so dass sichere Aussagen über ihr Aussehen nicht getroffen werden können. Es wird vermutet, dass sie recht attraktiv und eine gute Tänzerin war, da sie sonst wahrscheinlich keine Rolle in einer aufwändigen Maskerade bekommen hätte. Eine Skizze Hans Holbein des Jüngeren, die mit der Aufschrift The Lady Parker versehen ist, wird mitunter für Jane gehalten, es könnte sich aber ebenso gut um ihre Schwägerin Grace Parker handeln, die erste Ehefrau ihres Bruders Sir Henry Parker. Allerdings ist eine Liste ihrer Besitztümer überliefert, darunter prächtige Stoffe und Kleidungsstücke sowie wertvolles Geschirr und Juwelen.
Zwischen 1525 und 1526 heiratete Jane George Boleyn. Es war eine vorteilhafte Ehe, da die Familie Boleyn aufgrund der Beziehungen von Mary und Anne Boleyn mit Heinrich VIII. in der Gunst des Königs stand. Auch waren die Familien durch die üblichen Vernetzungen des Adels einander bereits bekannt. Der Ehevertrag wurde am 4. Oktober 1524 aufgesetzt. Unter anderem wurde geregelt, auf welche finanziellen Mittel Jane zurückgreifen konnte, sollte sie ihren Ehemann überleben. Fox weist darauf hin, dass der Betrag von 100 englischen Mark (ca. 66 Pfund) pro Jahr deutlich geringer war als der übliche Satz für eine Witwe, nach dem Jane 130 Pfund zugestanden hätten. George zu überleben hätte für Jane einen drastischen finanziellen Einschnitt und große Einschränkungen bedeutet. Hinzu kam, dass ihr zukünftiger Schwiegervater Thomas Boleyn einige Ländereien, von denen Jane als Witwe profitieren sollte, bereits seiner alternden Mutter überschrieben hatte. Jane hätte somit erst nach dem Tod Margaret Boleyns Nutzen aus ihnen ziehen können. Da Margaret Boleyn, als Jane Witwe wurde, jedoch noch lebte, sollte es später zu Rechtsstreitigkeiten kommen.
Anlässlich ihrer Hochzeit erhielten Jane und George von Heinrich VIII. das Herrenhaus Grimston Manor in Norfolk. George selbst war wie der König spiel- und sportbegeistert und machte schnell Karriere am Hof. Er stieg vom königlichen Pagen zum königlichen Kammerherrn auf und war ab 1529 oft im Auftrag Heinrichs VIII. als Diplomat in Frankreich unterwegs. Diese Auslandsreisen führten dazu, dass die Eheleute häufig getrennt voneinander waren, und es ist nicht bekannt, ob die Ehe glücklich oder unglücklich verlief. Gerade in modernen Darstellungen wird oft behauptet, die Ehe wäre durch Georges sexuelle Orientierung oder Janes krankhafte Eifersucht auf seine Beziehung zu seiner Schwester zerrüttet gewesen. Tatsächlich ist hierzu historisch nichts überliefert. Es sind keine Kinder bezeugt, wenngleich George Boleyn mitunter ein gleichnamiger, illegitimer Sohn nachgesagt wird. Ab dem Jahr 1529 führte Jane durch die Erhebung ihres Mannes zum Viscount den Titel der Viscountess Rochford. Ihr erhöhter Status spiegelte sich unter anderem in den Geschenken wider, die sie machte. So schenkte sie als Mitglied des königlichen Haushalts zu Neujahr 1532 dem König vier Kappen, zwei davon mit Goldknöpfen besetzt.

### Schwägerin der Königin

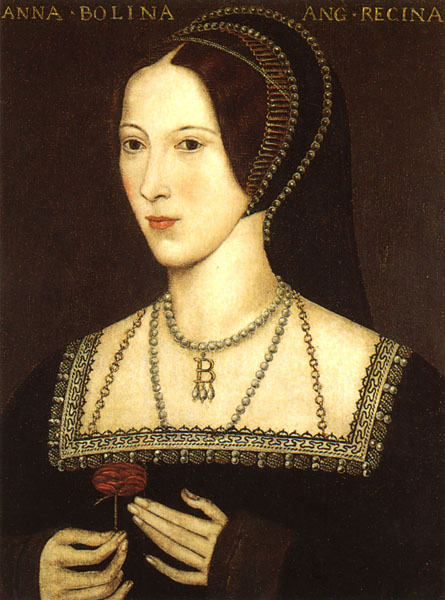
Janes Schwägerin Anne Boleyn von Hans Holbein

Im Oktober 1532 reiste Jane zum vermutlich zweiten Mal nach Frankreich, diesmal im Gefolge Anne Boleyns, die Heinrich dem französischen König Franz I. als zukünftige Königin Englands vorstellen wollte. Die beiden Monarchen trafen sich in Calais und Jane nahm an einer Maskerade teil, die Anne zu Ehren der beiden Könige aufführte. Nur wenige Monate später, im Mai 1533, wurde Anne Boleyn zur Königin gekrönt. Jane nahm gemeinsam mit ihren Eltern an den Feierlichkeiten teil und schrieb später ihrem Mann George, der zu dieser Zeit als Botschafter in Frankreich weilte, einen Brief, in dem sie ihm die Einzelheiten der Krönung beschrieb. Unter anderem wurde anlässlich der Feierlichkeiten ihr Bruder Henry Parker zum Knight of the Bath geschlagen. Sie selbst gehörte zu den sechs Damen, die bei Anne Boleyns offiziellem Einzug in London dicht hinter Anne ritten, womit Jane eine ehrenvollere Position einnahm als Annes Schwester Mary oder ihre Mutter Elizabeth Boleyn.
Als Schwägerin der Königin war Jane oft bei Hofe und profitierte von Annes Einfluss. Unter anderem erhielten sie und George die Vormundschaft des zwölfjährigen Edmund Sheffield, was bedeutete, dass sie bis zu seiner Volljährigkeit seine Besitztümer und Ländereien verwalteten. Die Vormundschaft über einen reichen Erben war für viele Adlige ein lukratives Einkommen und das Mündel konnte obendrein mit einem Kind des Vormunds verheiratet werden. Auch förderte Jane den Gelehrten William Foster, der sie später als seine „außerordentliche Patronin“ bezeichnete. Anders als ihr Mann wurde Jane jedoch nie als Patronin der Reformation bekannt. Als ihr Neujahrsgeschenk an den König wird ein Hemd mit silbernen Kragenstickereien aufgeführt, sie selbst erhielt einen Zelter samt Sattel.
Das Verhältnis zu ihrer Schwägerin scheint freundschaftlich gewesen zu sein, denn Jane wird im Jahr 1534 in den Depeschen des kaiserlichen Botschafters Eustace Chapuys erwähnt. Seinen Aussagen zufolge hatte Anne Jane um Hilfe gebeten, um eine Hofdame zu entfernen, die das Interesse des Königs geweckt hatte. Daraufhin, so Chapuys, sei Jane vom Hof verbannt worden. Es ist unklar, wie lange sie vom Hof fernblieb, allerdings schrieb Chapuys drei Monate später, dass sie noch nicht zurückgekehrt wäre. Auch vertraute Anne Jane offenbar Einzelheiten über ihr Sexualleben mit Heinrich an, die Jane auch ihrem Mann erzählte. Andererseits ist es möglich, dass Jane im Sommer 1535 an einer Demonstration von Londonerinnen zu Gunsten der enterbten Prinzessin Maria teilnahm und dafür eine kurze Zeit im Tower of London unter Arrest gestellt wurde. Grund für diese Annahme ist eine Notiz zu der Demonstration, auf der handschriftlich der Name „Rochesfort“ vermerkt ist.

### Fall der Familie Boleyn
Die Familie Boleyn fiel im Jahr 1536 einer Verschwörung zum Opfer, welche zu einer Reihe von Verhaftungen führte. Unter den Verhafteten befanden sich auch die Königin Anne und ihr Bruder George. Er wurde zusammen mit weiteren vier Männern des Ehebruchs mit seiner Schwester und damit des Inzestes bezichtigt. Jane schrieb ihrem im Tower gefangenen Ehemann, dass sie sich für ihn beim König einsetzen werde, und in seiner Antwort dankte George ihr dafür. Allerdings wurden im Vorfeld des Prozesses alle Antragsteller abgewiesen, so dass es unmöglich war, mit Heinrich zu sprechen. Ähnlich wie die anderen Hofdamen aus dem Umfeld der Königin wurde auch Jane von Thomas Cromwell zu den Vorwürfen befragt, die gegen ihren Mann und die anderen Verhafteten erhoben wurden. Bei dieser Gelegenheit kam ans Licht, dass Anne Jane gegenüber Bemerkungen über Heinrichs angebliche Impotenz gemacht hatte, was vor Gericht gegen George Boleyn verwendet wurde.
An dieser Stelle gehen die Meinungen über Janes Verhalten und ihre Beteiligung am Tod ihres Mannes und ihrer Schwägerin auseinander. Oftmals wird in der traditionellen Geschichtsforschung die Ansicht vertreten, dass Jane zu diesem Zeitpunkt Anschuldigungen von Inzest gegen ihren Mann hervorbrachte. Laut dieser These hatte sie ein Abkommen mit Cromwell geschlossen, um im Gegenzug für ihre Aussage eine gute Behandlung nach Georges Tod zu erhalten. George selbst sagte vor Gericht: „Aufgrund der Aussage einer einzigen Frau seid ihr bereit, dieses Übel von mir zu glauben, und auf Basis ihrer Unterstellungen fällt ihr über mich das Urteil.“ Zusätzlich schrieb ein Zeitgenosse über „diese Person, die mehr aus Neid und Eifersucht denn aus Liebe zum König dieses verfluchte Geheimnis und die Namen derer verriet, die an den üblen Taten der unkeuschen Königin teilnahmen“.

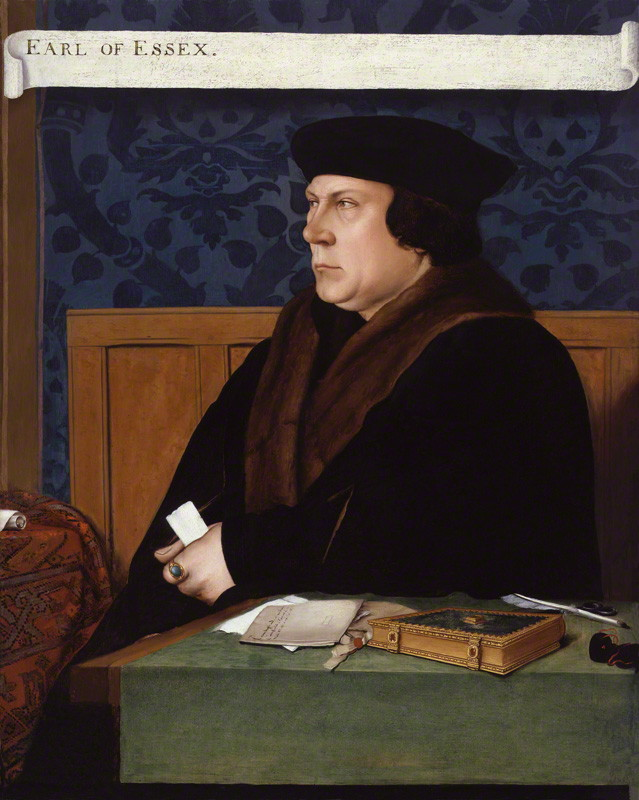
Thomas Cromwell, 1. Earl of Essex

Es wird oft vermutet, dass es sich in beiden Fällen bei der ungenannten Frau um Jane handelte. Der Historiker Eric Ives führt an, dass Janes Familie traditionell der enterbten Prinzessin Maria nahestand und sich ihr Verhalten damit erklären lassen könnte. Dazu würde auch ihre mögliche Teilnahme an der Demonstration der Londonerinnen zugunsten der Prinzessin passen. Eifersucht auf die enge Beziehung zwischen Anne und George könnte ebenfalls eine Motivation gewesen sein. Retha Warnicke stellte 1989 die These auf, dass Janes Anschuldigungen gegen ihren Gatten Verleumdungen waren, welche aufgrund seiner angeblichen Homosexualität von ihr gemacht wurden. Diese Theorie wurde von den meisten Experten allerdings abgewiesen, da es Belege gibt, dass George Boleyn bei Hof den Ruf eines Frauenhelden hatte.
Julia Fox hingegen bringt Argumente vor, nach denen Jane durch solch schwerwiegende Anschuldigung gegen ihren Mann nichts zu gewinnen hatte. Durch seine Schuldigsprechung und Hinrichtung als Verräter am 17. Mai 1536 zog die Krone seine beträchtlichen Ländereien und Besitztümer ein, wie es bei Verrätern immer der Fall war. Jane büßte damit jeglichen Besitz ein und verlor sowohl ihren hohen Status am Hof als auch ihren bisherigen Reichtum. Zusätzlich kam nun das Problem ins Spiel, dass die Ländereien, die ihr Schwiegervater Thomas Boleyn ihr als Witwenbesitz versprochen hatte, erst nach dem Tod von Boleyns Mutter für Jane zur Verfügung standen. Margaret Boleyn war allerdings nach wie vor am Leben, weshalb Jane keinen Anspruch gültig machen konnte. Georges Verurteilung als Verräter machte sie praktisch mittellos.
Zu den materiellen Nachteilen, die Jane durch die Verurteilung ihres Mannes erlitt, kommen zeitgenössische Berichte, dass auch andere Hofdamen belastende Aussagen machten. So soll Lady Bridget Wingfield auf ihrem Sterbebett von der Untreue der Königin gesprochen haben und von Elizabeth, Countess of Worcester, stammt die Inzestbeschuldigung. Die Countess hatte zu Beginn des Jahres eine Ehrenposition im Beerdigungszug Katharina von Aragóns innegehabt und geriet später in Streit mit ihrem Bruder Anthony Browne, der ihr zügelloses Verhalten vorwarf. Sie gab zur Antwort, dass die Königin um einiges schlimmer wäre und sowohl mit dem Hofmusiker Mark Smeaton als auch mit ihrem Bruder gesündigt hätte.
Auch wurden, wie Chapuys mit Verwunderung feststellte, während der Verhandlungen keine Zeugen aufgerufen, was sonst stets der Fall war, wenn der Angeklagte seine Schuld leugnete. Die namenlose Frau, von der die belastenden Aussagen stammen sollen, lässt sich somit nicht eindeutig als Jane identifizieren. In jedem Fall wurden George und Anne Boleyn von der Jury für schuldig befunden, u. a. von ihrem eigenen Onkel Thomas Howard, 3. Duke of Norfolk und von Janes Vater Lord Morley. Beide wurden zum Tode verurteilt und am 17. bzw. 19. Mai 1536 durch Enthauptung hingerichtet.

### Rückkehr an den Hof
Janes desolate finanzielle Situation nach dem Tod ihres Mannes legt nahe, dass zwischen ihr und Cromwell keinerlei Abmachungen getroffen worden waren. Tatsächlich musste sie kurz nach Georges Hinrichtung wegen Geldstreitigkeiten mit ihrem Schwiegervater Cromwells Hilfe erbitten. In einem demütigen Brief an den Minister beklagte sich Jane, dass trotz der hohen Summe von 2000 englischen Mark, die ihr Vater Thomas Boleyn einst gezahlt hatte, ihr Schwiegervater ihr lediglich 100 englische Mark als jährliche Leibrente geben wollte, „womit es mir sehr schwerfällt auszukommen“. Nach dem Gesetz standen Jane zehn Prozent des Einkommens ihres verstorbenen Mannes zu. Thomas Boleyn hatte jedoch ignoriert, dass Heinrich selbst vor Jahren durch ein großzügiges Geldgeschenk Georges Einkommen erhöht und damit Janes Witwengeld aufgestockt hatte, womit ihr der doppelte Betrag zugestanden hätte. Cromwell unterstützte Janes Petition, was jedoch kein Hinweis auf eine vorherige Abmachung ist, da er auch der Witwe des ebenfalls hingerichteten William Brereton half. Auf seine Vermittlung und auf Befehl des Königs hin erklärte Boleyn sich widerwillig bereit, Janes Einkommen auf einhundert Pfund zu erhöhen.

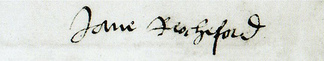
Janes Unterschrift „Jane Rochford“ auf ihrem Brief an Cromwell

Wenig später kehrte Jane an den Hof zurück und erhielt unter Königin Jane Seymour das Amt der Lady of the Bedchamber, womit sie eine persönliche Leibdienerin der Königin war. Als Prinzessin Maria sich im selben Jahr wieder mit ihrem Vater versöhnte, vertiefte Janes Familie wieder den Kontakt zu ihr. Janes Vater Lord Morley besuchte die Prinzessin gemeinsam mit seiner Frau und Jane machte ihr später, vermutlich zu Neujahr, eine Uhr zum Geschenk. Im Gegenzug schenkte Maria ihr 12 Yard schwarzen Satin und tauschte in den nächsten Jahren regelmäßig Geschenke mit ihr aus. Die Königin starb kurz nach der Geburt ihres Sohnes Eduard und Jane erhielt eine bedeutende Position im Trauerzug. Sie folgte Prinzessin Maria, die die Rolle der Hauptleidtragenden übernommen hatte, in einer Kutsche und als der Zug Windsor Castle erreichte, wo die Königin ihre letzte Ruhestätte finden sollte, trug Jane Prinzessin Marias Schleppe.
Da mit dem Tod der Königin ihr Haushalt aufgelöst wurde, verbrachte Jane die Zeit bis zur Wiederverheiratung des Königs mit geschäftlichen Angelegenheiten. Nach dem Tod ihrer Schwiegermutter ging ihr Schwiegervater daran, seine weltlichen Angelegenheiten zu ordnen und bot Jane ein neues Abkommen bezüglich ihrer Witwenrente an. Jane ließ sich die Abmachung am 23. Mai 1539 per Parlamentsbeschluss bestätigen, der von Heinrich VIII. unterzeichnet wurde und erhielt somit das Nießbrauchsrecht eines Herrenhauses in Swavesey und von Ländereien in Cambridge und Norfolk, womit sich ihr Einkommen deutlich erhöhte. Als Heinrich Anna von Kleve im Januar 1540 heiratete, erhielt Jane ihren alten Posten zurück. Gemeinsam mit anderen Hofdamen führte Jane ein Gespräch mit der unerfahrenen Königin. Anna und der König verbrachten die Nächte gemeinsam und als die Damen im Juni anzügliche Bemerkungen über einen zukünftigen, kleinen Duke of York machten, erklärte Anna mit Bestimmtheit, dass sie nicht schwanger sei.
„Bei Unserer Lieben Frau“, sagte Jane, „ich glaube, Euer Gnaden ist noch immer Jungfrau.“
Anna erwiderte: „Wie kann ich eine Jungfrau sein, wenn ich jede Nacht beim König schlafe?“
„Es muss mehr geschehen als das“, entgegnete Jane.
Bei der Annullierung der Heirat mit Anna von Kleve bezeugte sie im Juli 1540, dass die Ehe nicht vollzogen worden war, und verhalf Heinrich VIII. damit zu seiner Verheiratung mit Annas Hofdame Catherine Howard noch im selben Monat.

### Vertraute Catherine Howards
Jane wurde zu einer Vertrauten von Catherine, die als Cousine von Anne und George Boleyn mit ihr verschwägert war. Zu einem unbestimmten Zeitpunkt im Frühling 1541 verliebte sich die junge Königin in den königlichen Kammerdiener Thomas Culpeper. Während der Sommerreise des Königs in den Norden, bei dem Catherine ihn begleitete, kam es mit Janes Hilfe zu drei heimlichen Treffen der Liebenden in den Städten York, Lincoln und Pontefract. Auslöser für diese Treffen war eine Begebenheit im Juni, in der Culpeper einen Ring von Janes Finger stahl, der angeblich gegen Rheumatismus helfen sollte. Als Catherine davon erfuhr, schickte sie Jane mit einem weiteren Ring und einer Nachricht zu Culpeper und im August arrangierte Jane das erste Treffen der beiden. Während der Sommerreise schickten Catherine und Culpeper einander zusätzlich kleine Geschenke und Nachrichten, die von Jane befördert wurden.

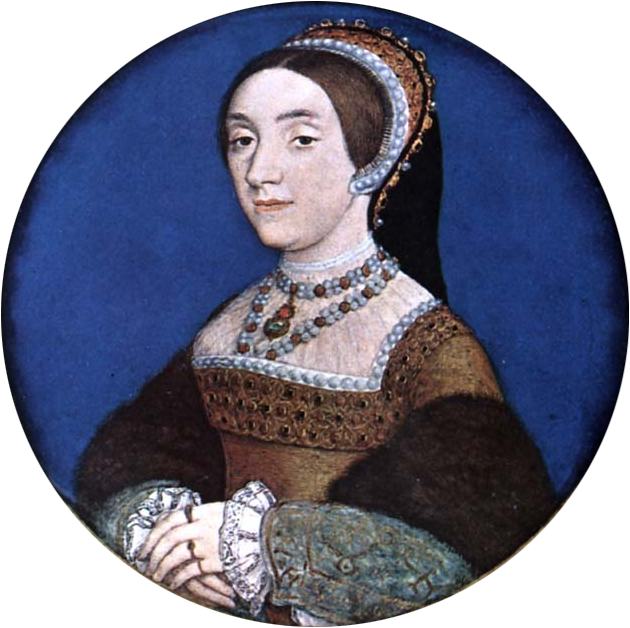
Catherine Howard von Hans Holbein

Obwohl Catherine und Culpeper später schworen, ihre Beziehung sei rein platonisch gewesen, war es hochgradig gefährlich, die Königin bei einem potentiellen Ehebruch zu unterstützen. Janes Motivation, ihr zu helfen, ist unklar, insbesondere nachdem sie Anne Boleyns Fall erlebt hatte. David Starkey hält es für möglich, dass Jane und Catherine sich gegenseitig anstachelten und die heimlichen Treffen romantisch verklärten. Julia Fox vertritt die These, dass Jane zunächst lediglich kleine Geschenke und schriftliche Nachrichten beförderte, wie es die Aufgabe aller Hofdamen war, ohne zu ahnen, dass es in einer romantischen Affäre gipfeln würde. Fox argumentiert, dass Jane die Gefahr möglicherweise zu spät erkannte, als sie bereits hoffnungslos in Catherines Affäre verstrickt war. Hätte sie Heinrich Bericht erstattet, hätte der verliebte König vermutlich eher seiner Frau geglaubt und Jane der Verleumdung beschuldigt. Möglicherweise spielte auch die Hoffnung eine Rolle, dass Catherine schwanger werden könnte. Dem König einen Bastard unterzuschieben war jedoch Hochverrat.
Als man die Affäre im November 1541 dem König zutrug, wurden alle Beteiligten verhaftet. Jane wurde im Tower of London inhaftiert und verhört. Hofdamen Catherines hatten ausgesagt, dass sie zwischen der Königin, Culpeper und Jane Nachrichten befördert hatten und ihnen Stillschweigen abverlangt worden war. Unter Befragung, was sie von der Affäre gewusst hatte, gestand Jane die heimlichen Treffen und dass sie Catherine geholfen hatte, nach Culpeper Ausschau zu halten. Gleichzeitig belastete sie Catherine und Culpeper schwer. Sie schwor, sie wüsste nicht, was die beiden „gesagt oder getan haben“, glaubte aber, „dass Culpeper die Königin fleischlich erkannt habe, wenn man alles insgesamt in Betracht zieht“. Catherine ihrerseits beteuerte, Culpeper hätte allenfalls ihre Hände berührt, und warf ihrer Hofdame vor, sie verkuppelt und zu der Affäre ermutigt zu haben. Culpeper selbst beschuldigte Jane, „ihn veranlasst zu haben, die Königin zu lieben“. Auch Catherines Hofdame Margaret Morton nannte Jane „den hauptsächlichen Anlass für diesen Wahnwitz“, wobei hier Neid auf Janes Position eine Rolle gespielt haben könnte. Zusätzlich wurde Jane dadurch belastet, dass sie in einem Liebesbrief Catherines an Culpeper namentlich als Kontaktperson erwähnt wurde. Insgesamt widersprachen die unterschiedlichen Aussagen einander, da vermutlich alle drei versuchten, sich heil aus der Affäre zu ziehen.

### Hinrichtung
Laut dem kaiserlichen Botschafter Chapuys wurde Jane nach drei Tagen „wahnsinnig“ und erlitt einen Nervenzusammenbruch. Heinrich, der nicht gewillt war, sie diesmal zu verschonen, entsandte seine eigenen Doktoren zu ihr, da Wahnsinnige nicht hingerichtet werden konnten und er sicherstellen wollte, dass sie zurechnungsfähig genug für eine Verurteilung war. Sie wurde daher vorübergehend aus dem Tower entlassen und bei der Familie Russell unter Hausarrest gestellt. Eine Gerichtsverhandlung fand nicht statt. Stattdessen ließ Heinrich „die Kupplerin Lady Jane Rochford“ mittels eines Act of Attainder wegen Verschleierung von Hochverrat zum Tode verurteilen. Derselbe Parlamentsbeschluss verurteilte auch Catherine Howard und Thomas Culpeper. Am 9. Februar 1542 wurde Jane zurück in den Tower gebracht, einen Tag vor Catherine.

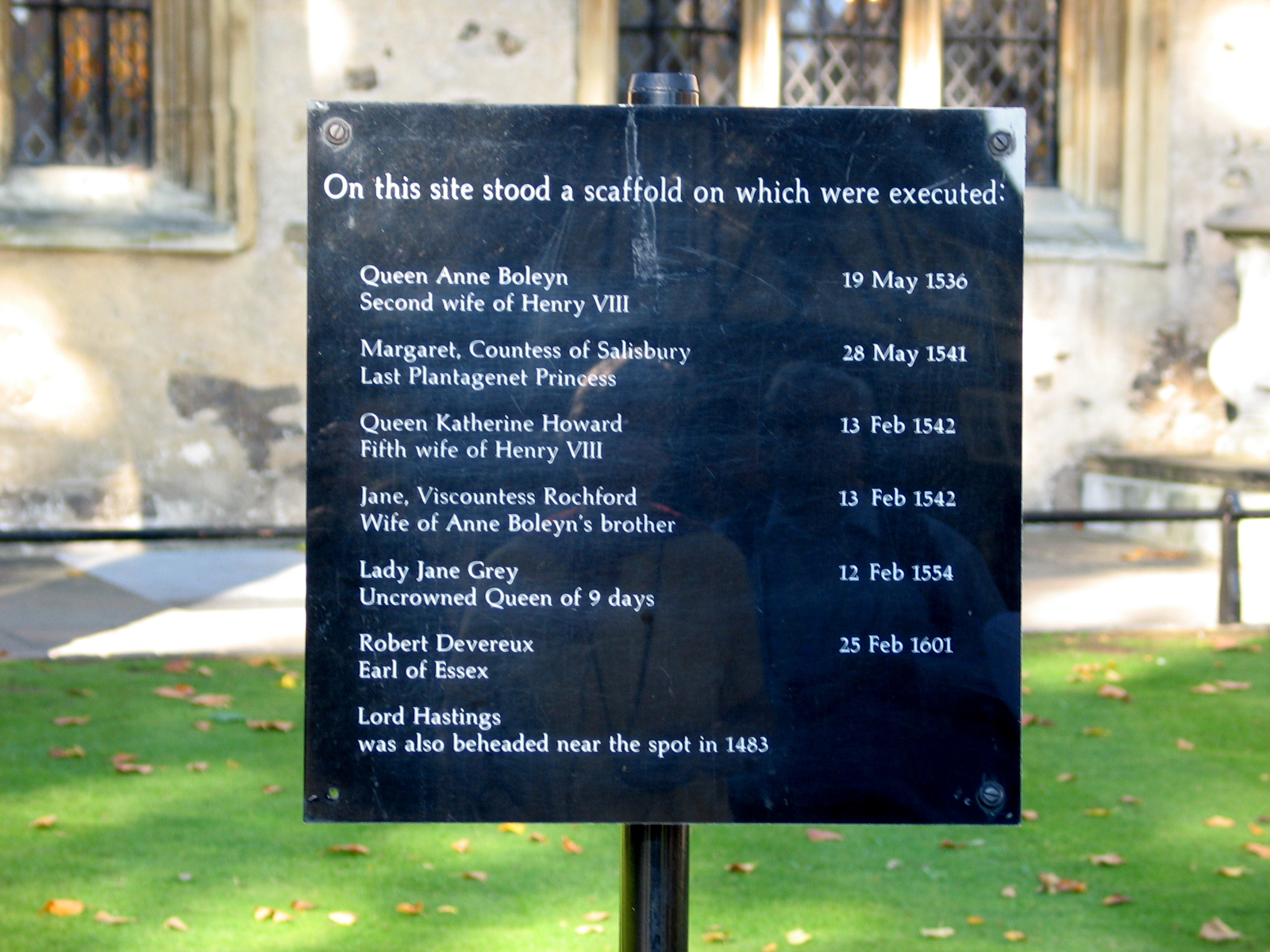
Gedenktafel im Inneren des Tower of London

Am 13. Februar wurde das Urteil vollstreckt. Catherine wurde zuerst hingerichtet, Jane folgte ihr nur wenig später. Einer Legende zufolge soll Jane auf dem Schafott gesagt haben: „Gott hat mir erlaubt, dieses beschämende Schicksal zu ertragen, da ich zum Tode meines Ehemannes beigetragen habe. Ich beschuldigte ihn fälschlich, seine Schwester, Königin Anne Boleyn, in inzestuöser Weise geliebt zu haben. Für dies habe ich den Tod verdient.“ In der modernen Geschichtsforschung gilt es jedoch als gesichert, dass diese letzten Worte eine Erfindung sind. Stattdessen waren Janes letzte Worte eine für die Tudorzeit typische Schafottrede, in der sie sich als Sünderin gegen Gott und den König bezeichnete und damit den Tod verdiene. Die Zuschauer sollten sich an ihr ein Beispiel nehmen und ihr Leben zum Besseren ändern sowie für das Wohl des Königs beten. Anschließend empfahl sie ihre Seele Gott.
Ihr Haupt wurde mit einem Schlag vom Körper getrennt. Der Händler Ottwell Johnson, der die Hinrichtung sah, schrieb über Janes Tod: „Ich sah die Königin und Lady Rochford im Tower ihr Schicksal erleiden. Mögen ihre Seelen bei Gott sein, denn sie starben einen christlichen, gottesfürchtigen Tod“. Ihre Körper wurden beide in der Kapelle St. Peter ad Vincula innerhalb des Towers bestattet, wo auch Anne und George Boleyn beerdigt waren.

## Nachleben

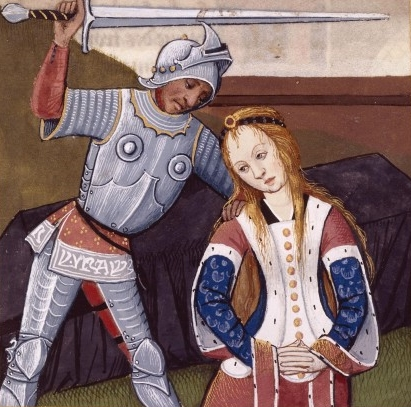
Polyxenas Tod in Giovanni Boccaccios De claris mulieribus

Da Jane als Verräterin hingerichtet wurde, waren ihre Freunde und Verwandten gezwungen, sich offiziell von ihr zu distanzieren. Ihr Vater Lord Morley übersetzte in den Monaten nach ihrem Tod Giovanni Boccaccios Werk De claris mulieribus, welches 104 historische oder legendäre Frauengestalten behandelt, und schenkte es dem König zu Neujahr 1543. Während das Werk strenge Strafen für lose Frauen forderte und somit scheinbar Janes Schicksal sanktionierte, lassen sich in Morleys Übersetzung deutliche Abweichungen vom Original feststellen. So fügte Morley einen komplett eigenständigen Satz ein, als er Polyxenas Opfertod durch den Griechen Pyrrhus beschrieb: „Oh, es war gegen jede gute Ordnung, dass eine solch liebliche Maid durch die Hand des Pyrrhus umkommen musste, um das Vergehen einer anderen Frau zu sühnen“. Auch änderte er Polyxenas Todesart. In seiner Übersetzung bot sie ihrem Mörder nicht ihre Kehle, sondern ihren Nacken. Möglicherweise war diese Übersetzung also Lord Morleys subtile Art, seiner Tochter die letzte Ehre zu erweisen.
Unter Königin Elisabeths Herrschaft wurde zum ersten Mal behauptet, dass Jane Anne und George verleumdet hatte. John Foxe erwähnt sie in einer Randnotiz seines Werkes Acts and Monuments in der Ausgabe von 1576, wo es heißt, dass sie angeblich Briefe gefälscht hätte, die Anne und George in den Tod geschickt hätten. Für die Existenz dieser Briefe gibt es jedoch keine historischen Beweise. Es existiert lediglich ein Zettel, den George während seiner Verhandlung bekam, der aber eindeutig nicht von Jane stammte. George Wyatt, Enkel von Anne Boleyns Verehrer Thomas Wyatt, schrieb am Ende von Elisabeths Herrschaft eine propagandistisch gefärbte Version von Anne Boleyns Leben, in der er Jane als „bösartige Ehefrau, Anklägerin ihres eigenen Gatten“ bezeichnete. Da seine Beschreibungen über die Gerichtsverhandlung jedoch einige Fehler enthalten und er kein Zeitgenosse Janes war, muss sein Werk mit Vorsicht behandelt werden.
Spätere Autoren griffen diese Ansicht auf und prägten Janes Ruf nachhaltig negativ. Im Jahr 1660 erschien Peter Heylins Affairs of Church and State in England During the Life and Reign of Queen Mary, wo es hieß, dass Anne lediglich aufgrund von Mark Smeatons Geständnis und Janes Verleumdung verurteilt worden wäre. Hier taucht zum ersten Mal die Behauptung auf, Jane wäre auf die Geschwister eifersüchtig gewesen, „wie es die sündige Laune vieler Schwägerinnen ist“. Der englische Bischof und Historiker Gilbert Burnet fügte in seiner History of the Reformation of the Church of England von 1679 hinzu, dass Jane „viele Geschichten an den König weitertrug, einige über ihn, um ihn zu überzeugen, dass es eine Vertraulichkeit zwischen der Königin und ihrem Bruder gab“, und nennt sie „eine Frau ohne jede Art von Tugend“, deren Hinrichtung „Gottes Gerechtigkeit“ wäre. Auch heutzutage wird Burnet noch oft als Quelle herangezogen.
Der zeitgenössische Autor Edward Hall und der Historiker William Camden hingegen berichten zwar über Anne Boleyns Fall, beschuldigen Jane jedoch nicht. Ein Augenzeuge der Ereignisse, Anthony Anthony, der als Aufseher im Tower angestellt war, schrieb ein Tagebuch über seine Erlebnisse während des Falls Anne Boleyns. Obwohl es im Verlauf des 17. Jahrhunderts verloren ging, tauchen seine Aussagen in Referenzen und Notizen anderer Autoren auf. So beschrieb Anthony zwar Annes Gerichtsverhandlung, erwähnte Jane allerdings nirgendwo als Schuldige an ihrem Tod. Julia Fox vertritt daher die These, dass es eine politische Entscheidung war, Jane zum Sündenbock im Fall Anne Boleyns zu machen. Als Annes Tochter Elisabeth den Thron bestieg, musste das Andenken der geschmähten Königin reingewaschen werden, ohne dabei Elisabeths Vater Heinrich, der als Englands Befreier von der katholischen Kirche galt, als Mörder zu diskreditieren. Da Jane ohnehin als Verräterin hingerichtet worden war und ihr katholischer Neffe unter Elisabeth ins Exil ging, war sie möglicherweise der ideale Sündenbock.

## Darstellung in Roman und Film
In Romanen und Verfilmungen wird Jane oftmals sehr negativ dargestellt. In Brandy Purdys historischem Roman The Boleyn Wife – mitunter auch verkauft unter dem Titel Vengeance is Mine – ist Jane Boleyn eine vernachlässigte Ehefrau, die ihren Mann aus Rache des Inzests beschuldigt und später Catherine Howard verrät. Philippa Gregorys Romane Die Schwester der Königin und Das Erbe der Königin machen Jane zu einer hinterlistigen Voyeurin, die sowohl Anne und George als auch Liebespaaren nachspioniert und sie anschließend aus Eigennutz verrät.
In der Fernsehserie Die Tudors spielte Joanne King die Rolle Jane Boleyns. Ihre Ehe mit George ist unglücklich, da er sie misshandelt und mit dem Hofmusiker Mark Smeaton betrügt. Auch ihre Schwägerin Anne Boleyn kommt ihr nicht zu Hilfe, woraufhin Jane einem ungläubigen Cromwell die Lüge vom Inzest zwischen Anne und George erzählt. Die mitleidige Jane Seymour gibt ihr eine Position als Hofdame und Jane ist ihr loyal ergeben. Als Catherine Howard Königin wird, hat Jane eine Affäre mit Thomas Culpeper und arrangiert Treffen zwischen ihm und Catherine, um ihn nicht als Liebhaber zu verlieren. Sie endet gemeinsam mit Catherine Howard auf dem Schafott.
Im Film Die Schwester der Königin, der auf Philippa Gregorys gleichnamigen Roman basiert, wird Jane, verkörpert von Juno Temple, etwas sympathischer dargestellt. So versucht sie der unerfahrenen Mary Boleyn zu helfen, als diese an den Hof kommt und hat allen Grund zu glauben, dass Anne und George Inzest begehen, da Anne in ihrer Verzweiflung über eine weitere Fehlgeburt versucht, ihren Bruder zu verführen. Die fassungslose Jane überbringt diese Nachricht Thomas Howard, Duke of Norfolk, ohne zu ahnen, dass George Anne letztendlich zurückweist.